# Śliwki (Ukraina)
Śliwki (ukr. Сливки) – wieś na Ukrainie w rejonie rożniatowskim obwodu iwanofrankiwskiego; nad Łomnicą.